# Proportionsläran
Proportionsläran var ursprungligen en teori med regler och teknik för att i konst avbilda den mänskliga anatomin som formulerades av Polykleitos ca 450 f.Kr. Denna proportionslära fick stor genomslagskraft och inflytande i sin samtids konst.
I Polykleitos text Kanon utgick proportionerandet från huvudets storlek och till exempel skulle förhållandet mellan huvud och kropp på en vuxen man vara 1:8.
Även gyllene snittet och Pythagoras upptäckt av sambandet mellan tonhöjd och strängars/pipors längd anses som en del av den proportionslära som fick stort inflytande under renässansen i Europa, där proportionstänkandet inte bara påverkade konsten utan på olika sätt även musiken, astronomin och de gryende vetenskaperna kemi och fysik med flera.